# Sebastian Faulks

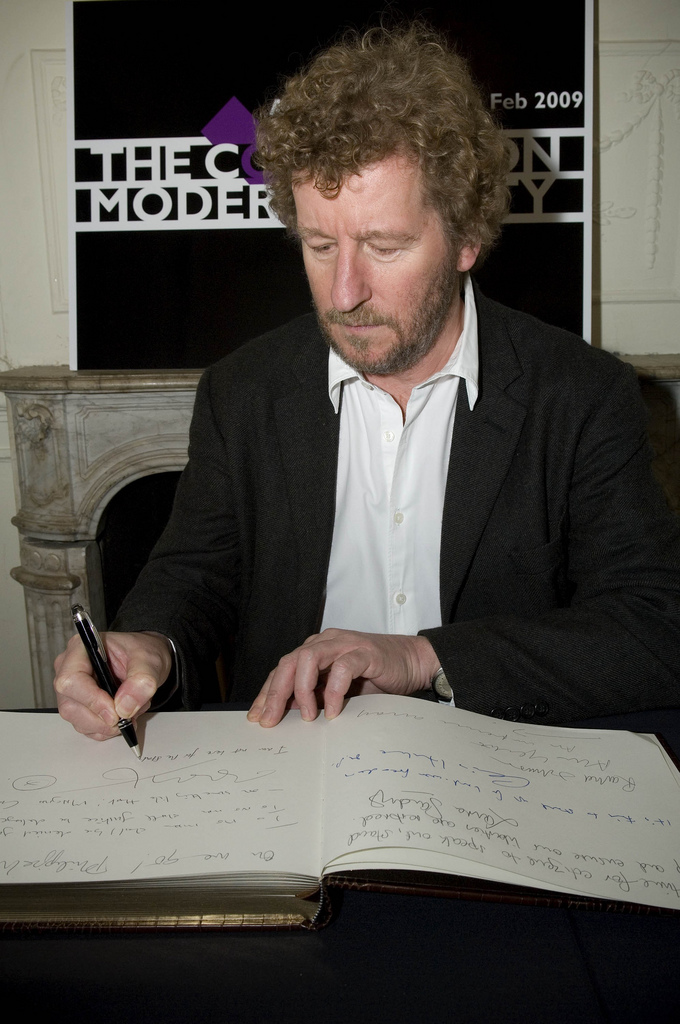
Sebastian Faulks

Sebastian Charles Faulks (* 20. April 1953 in Newbury, England) ist ein britischer Journalist und Roman-Bestsellerautor.

## Leben
Faulks ist der Sohn des Richters Peter Ronals und dessen Frau Pamela (Lawless) Faulks. Sein Bruder ist Edward Faulks, Baron Faulks.
Er studierte Literatur und Geschichte am Emmanuel College in Cambridge und erlangte 1974 den Bachelor of Arts (with honors). Ab 1975 unterrichtete er an der International School of London Englisch und Französisch. 1979 stieg er um zum Journalismus und arbeitete beim Daily Telegraph. 1983 wechselte er zum Feuilleton beim Sunday Telegraph und ging 1986 als Feuilletonredakteur zum Independent. 1989 wurde er stellvertretender Chefredakteur des Independent on Sunday. Zusätzlich arbeitete Faulks als Rundfunksprecher bei der BBC und von 1978 bis 1981 als Redakteur bei der New Fiction Society.
1989 heiratete er seine ehemalige Assistentin beim Independent Veronica Youlton. Das Paar hat drei Kinder.

## Werke

### Romane
- A Trick of the Light. Bodley Head, London 1984, ISBN 978-0-370-30589-9
- The Girl at the Lion d'Or. Hutchinson, London 1989, ISBN 978-0-09-173451-0
  - Das Mädchen vom Lion d'Or. Schöffling, Frankfurt 1998, ISBN 3-89561-641-9
- A Fool's Alphabet. Hutchinson, London 1992, ISBN 978-0-316-27547-7
  - Das Narrenalphabet. Goldmann, München 2000, ISBN 3-442-44510-8
- Birdsong. Hutchinson, London 1993, ISBN 978-0-679-43545-7
  - Gesang vom großen Feuer. Schöffling, Frankfurt 1997, ISBN 3-89561-640-0
- Charlotte Gray. Hutchinson, London 1998, ISBN 978-0-09-178442-3
  - Die Liebe der Charlotte Gray. Bertelsmann, München 1998, ISBN 3-570-00337-X
Siehe auch: Bad Sex in Fiction Award
- On Green Dolphin Street. Hutchinson, London 2001, ISBN 978-0-09-180210-3
  - Die Traumtänzer. Bertelsmann, München 2003, ISBN 3-570-00613-1
- Human traces. Hutchinson, London 2005, ISBN 978-0-09-179455-2
- Engleby. Hutchinson, London 2007, ISBN 978-0-09-179571-9
- Devil May Care. Penguin, London 2008, ISBN 0-7181-5376-6
  - Der Tod ist nur der Anfang. Ein James-Bond-Roman. Heyne, München 2008, ISBN 3-453-26602-1
- A Week in December. Hutchinson, London 2009, ISBN 978-0-09-179445-3
- A Possible Life. Henry Holt, 2012, ISBN 978-0-8050-9730-6
- Jeeves and the Wedding Bells. Hutchinson, London 2013, ISBN 978-0-09-195404-8
- Where My Heart Used to Beat. Hutchinson, London 2015, ISBN 978-0-09193683-9
  - Der große Wahn. Mare, Hamburg 2017, ISBN 978-3-86648-258-6
- Paris Echo. Hutchinson, London 2018, ISBN 978-1-786-33021-5
- Snow Country. Hutchinson, London 2021, ISBN 978-1-786-33018-5
- The Seventh Son. Penguin, London 2023, ISBN  978-1-529-15320-0

### Nonfiction
- The Fatal Englishman: Three Short Lives, Hutchinson, London 1996, ISBN 978-0-09-179211-4
- Pistache, Hutchinson, London 2006, ISBN 978-0-09-179707-2
- Faulks on Fiction, BBC Books, London 2011, ISBN 978-1-84-607959-7
- Pistache Returns, Hutchinson, London 2016, ISBN 978-0-09-193107-0

## Verfilmungen
- 2001: Die Liebe der Charlotte Gray